# Айвор Новелло

Клара Новелло Девіс. 1896

Айвор Новелло (англ. Ivor Novello, справжнє ім'я — англ. David Ivor Davies, 15 січня 1893, Кардіфф, Уельс, Велика Британія — 6 березня 1951, Лондон, Англія, Велика Британія) — валійський композитор, співак і актор; один з найпопулярніших британських виконавців першої половини XX століття. Існує «Нагорода Айвор Новелло» (Ivor Novello Awards), заснована в 1955 році та призначена для нагородження музикантів за майстерність у аранжуванні.

## Біографія
Айвор Новелло народився у сім'ї митника Девіда Девіса та відомої співачки та вчительки співу Клари Новелло Девіс (1861—1943), яка заснувала Валлійський жіночий хор. Якийсь час Айвор навчався в коледжі Магдалини в Оксфорді.

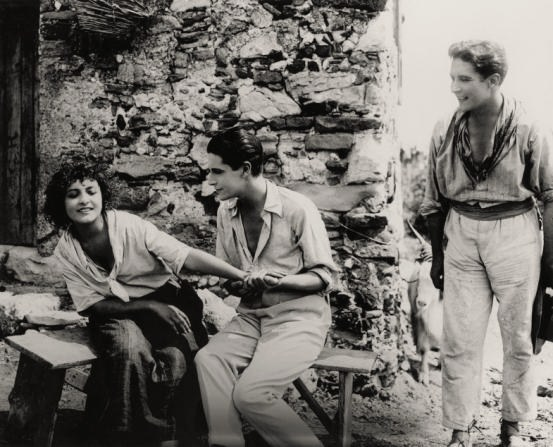
Айвор Новелло (в центрі)
у фільмі «Поклик крові»

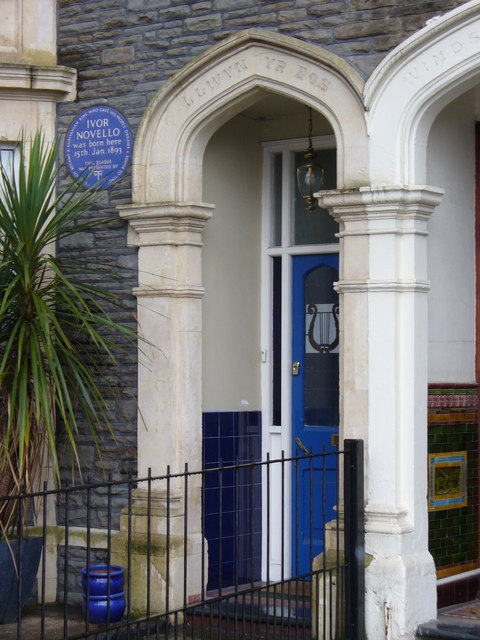
Рідний дім Айвора Новелло у Кардіффі

У 1917 — 1951 роках Новелло писав музичні комедії, які ставив і виконував як співак і актор у лондонському театрі на Бродвеї. Деякі з цих творів були екранізовані, а, з іншого боку, він сам був сценаристом (або співавтором) трьох фільмів, в тому числі першого звукового фільму про Тарзана — «Тарзан, людина-мавпа» (1932) з Джонні Вайссмюллером і Морін О'Салліван.
Як кіноактор він дебютував у 1919 році в французькому німому фільмі «Поклик крові» (L'Appel du sang). У наступному році він також грав у кінострічці «Мярка, ведмежатниця» (Miarka, la fille à l'ourse) разом з Режаною і Шарлем Ванелем. До 1934 року Новелло зіграв у 21 фільмі.

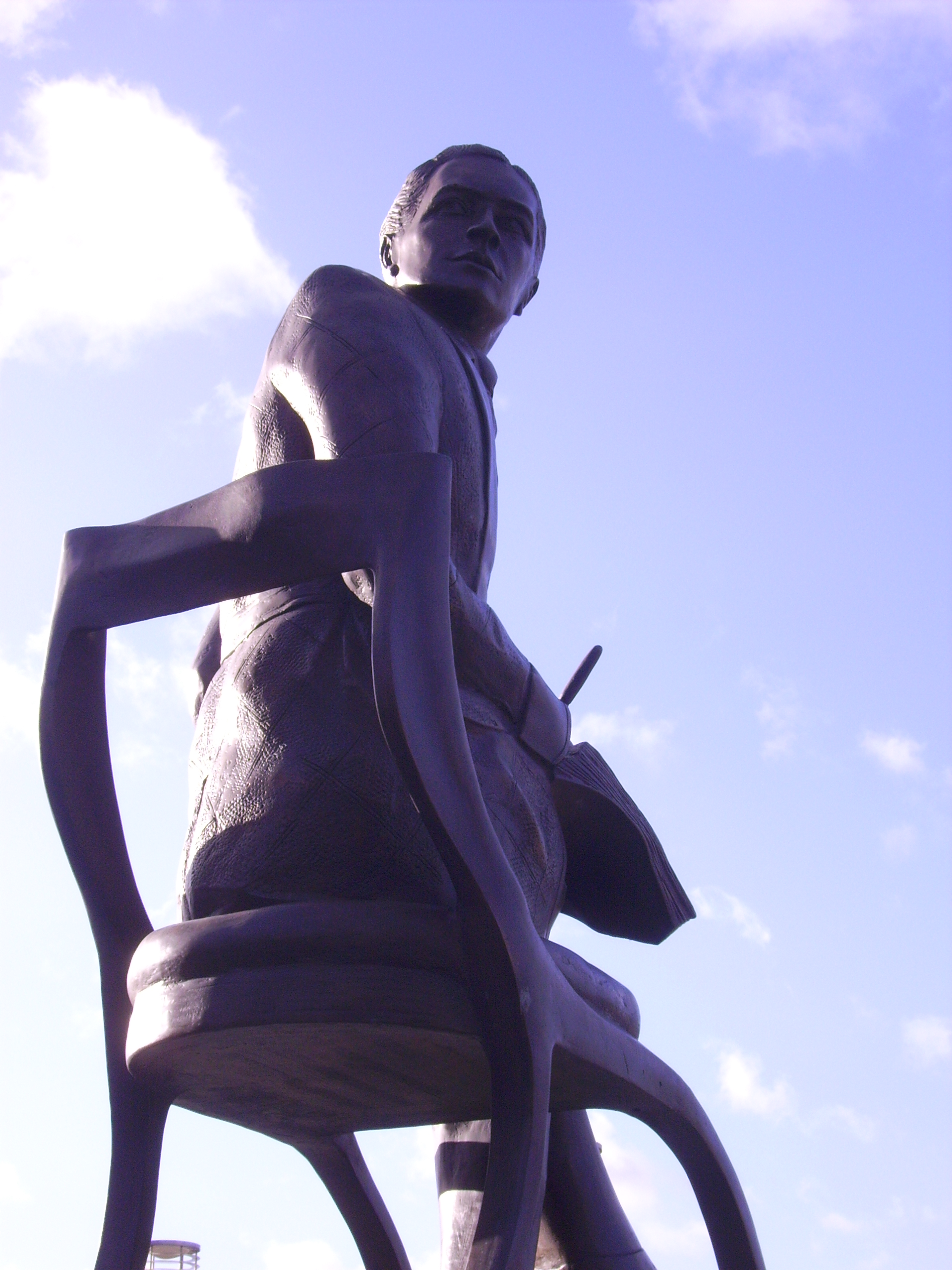
Скульптура Айвора Новелло в Кардіффській затоці

У його рідному місті Кардіффі 2009 року встановили бронзову скульптуру заввишки 2,1 м авторства Новелло.

## Особисте життя
Був відкритим геєм, актор Роберт «Боббі» Ендрюс (1895—1976) був його партнером протягом 35 років.

## Фільмографія

### актор
- 1919 — «Поклик крові» / (L'Appel du sang) — Моріс Деляре
- 1920 — «Мярка, ведмежатниця» / (Miarka, la fille à l'ourse) — Айвор
- 1922 — Carnival
- 1922 — The Bohemian Girl
- 1923 — The Man Without Desire
- 1923 — The White Rose
- 1923 — Bonnie Prince Charlie
- 1925 — The Rat
- 1926 — The Triumph of the Rat
- 1927 — «Квартирант» / (The Lodger: A Story of the London Fog) — квартирант
- 1927 — «Вниз схилом» / (Downhill) — Родді Берік
- 1928 — The Vortex
- 1928 — The Constant Nymph
- 1928 — The Gallant Hussar
- 1928 — The South Sea Bubble
- 1928 — The Return of the Rat
- 1930 — Symphony in Two Flats
- 1931 — Once a Lady
- 1932 — The Phantom Fiend
- 1933 — I Lived With You
- 1933 — Sleeping Car
- 1934 — Autumn Crocus

### автор діалогів
- 1932 — «Тарзан, людина-мавпа» / (Tarzan the Ape Man)